# Paraona formosana
Paraona formosana là một loài bướm đêm thuộc phân họ Arctiinae, họ Erebidae.